# کتابخانه ولکام
کتابخانه ولکام (انگلیسی: Wellcome Library) کتابخانه‌ای است در کشور انگلستان و شهر لندن که بر اساس مجموعه کتاب‌های سر هنری ولکام بنیانگذاری گردید. ثروت شخصی سر ولکام، باعث گردید که مجموعهٔ گردآوری شده توسط وی، تبدیل به یکی از بلند پروازانه‌ترین مجموعه‌های سده بیستم میلادی گردد.

## نگارخانه

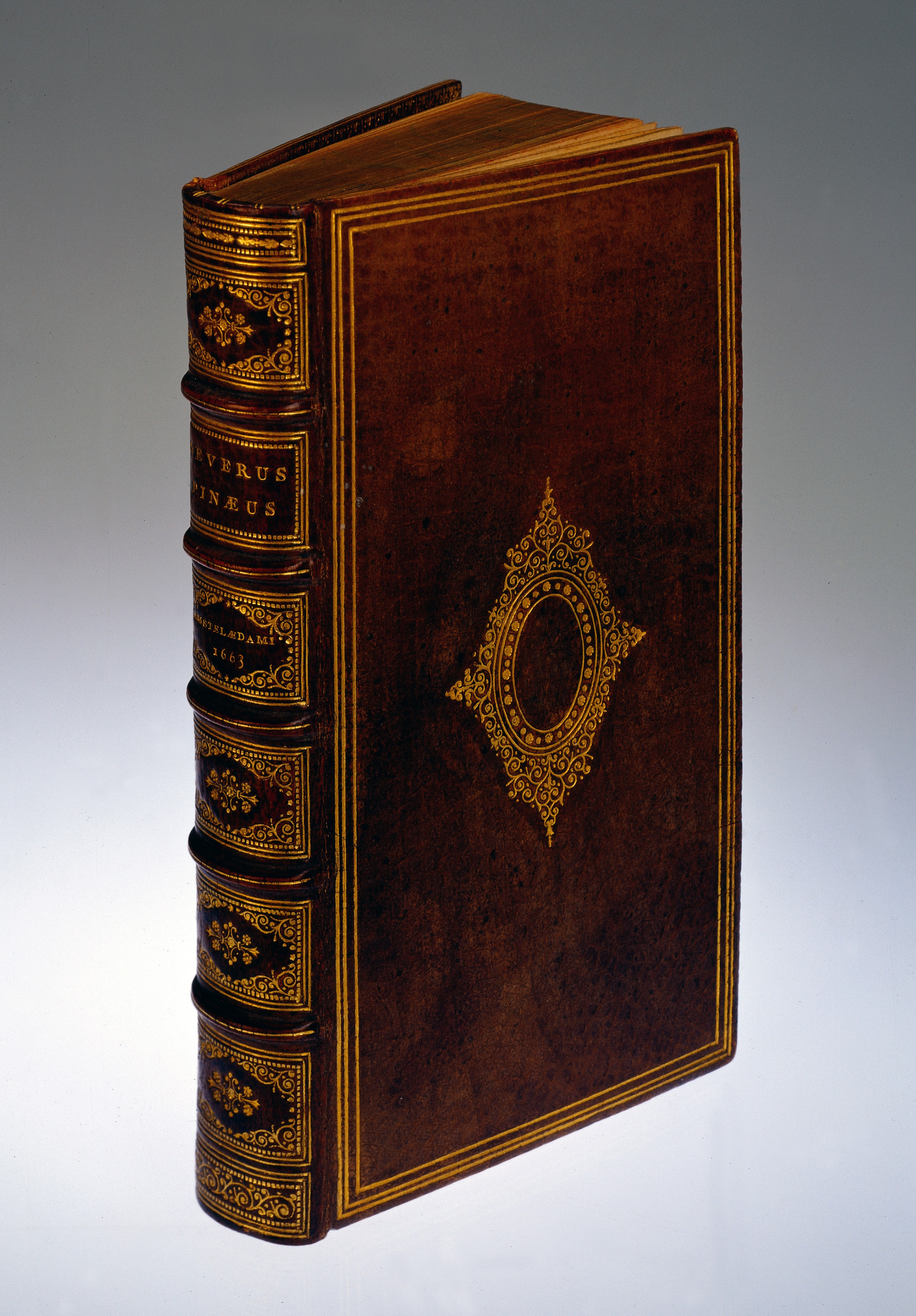
کتاب صحافی شده با پوست انسان از مجموعه کتاب‌های موجود در کتابخانه